# Crkva sv. Petra u Rigi
Crkva svetog Petra  u Rigi je jedan od najboljih primjera srednjovjekovne crkvene arhitekture u baltičkoj regiji. Nekad je bila rimokatolička, danas je luteranska crkva.
Crkva je sagrađena u 13. stoljeću, a od tada je zgrada prošla kroz mnogo razdoblja. Barokni drveni zvonik postavljen je 1690. kao najviši u svijetu u to doba. Crkva je spaljena tijekom Drugog svetskog rata, a obnovljena je tek 1973. Metalni zvonik visok je 123,35 metara. Interijer crkve sadrži stare epitafe i nadgrobne ploče.

## Vanjske poveznice
- Stranica crkve na portalu Rige (let.) (rus.) (engl.) (njem.)